# Atentado à embaixada do Iraque em Beirute
Atentado à embaixada do Iraque em Beirute ocorreu em 15 de dezembro de 1981 quando o grupo islamista xiita iraquiano al-Dawa realizou um ataque suicida com um carro-bomba contra a embaixada iraquiana em Beirute, no Líbano. A explosão destruiu a embaixada e matou 61 pessoas, incluindo o embaixador do Iraque no Líbano, e feriu outras 110 pessoas.
O ataque é considerado por muitos como o segundo ataque bombista suicida moderno, precedido pelos atentados a Escola de Bath de 1927 e pressagiando o atentado à embaixada dos Estados Unidos em 1983 e o atentado contra os quartéis de Beirute em 1983.

## Antecedentes
Encorajado pelo sucesso da Revolução Iraniana de 1979, o grupo islamista xiita anti-Baath al-Dawa, com assistência financeira e militar da República Islâmica do Irã, começou a usar a violência em sua luta contra o governo iraquiano. Em 1979 e 1980, al-Dawa assassinou várias autoridades baathistas "decanos, mas de baixo perfil" no Iraque. Em resposta a uma tentativa fracassada de assassinato do vice-primeiro-ministro iraquiano Tariq Aziz em abril de 1980 pelo al-Dawa, o governo iraquiano lançou uma forte repressão contra o grupo, que incluiu a execução do líder espiritual do al-Dawa, Mohammad Baqir al-Sadr.
A liderança remanescente do al-Dawa fugiu para o Irã e o grupo se tornou um "proxy efetivo" do governo iraniano contra o Iraque durante a Guerra Irã-Iraque, que eclodiu em setembro de 1980.

## Ataque bombista
Em 15 de dezembro de 1981, um carro repleto de aproximadamente 100 quilos de explosivos foi conduzido para dentro do prédio da embaixada do Iraque em Beirute por um homem-bomba. A explosão que se seguiu devastou a embaixada, matou 61 pessoas, incluindo o embaixador do Iraque, Abdul Razzak Lafta, e feriu mais de 100 outras pessoas. Balqis al-Rawi, a esposa iraquiana do poeta sírio Nizar Qabbani, que trabalhava para a seção cultural da embaixada, também foi morta no ataque.

## Impacto
O ataque, que pressagiou o atentado à bomba na embaixada dos Estados Unidos em 1983 e o atentado aos quartéis de Beirute em 1983, é considerado por alguns como o primeiro ataque bombista suicida moderno, embora outros indiquem ataques anteriores.